# Hydra Head Records
Hydra Head Records es una compañía discográfica independiente estadounidense especializada en metal extremo, fundada en Nuevo México por Aaron Turner (exlíder de la banda Isis) en 1993. Tiene otra ramal llamada Hydra Head Noise Industries, la cual se especializa en música experimental y noise.

## Historia
Hydra Head fue fundada en 1993 como una compañía de distribución mientras Turner estaba todavía en la escuela superior. En 1995, cambió su residencia a Boston al ingresar a la escuela de arte. A finales de ese año, le fue entregado un demo de la banda local Vent. Ese sencillo en formato siete pulgadas sería el primer lanzamiento oficial del sello Hydra Head. La compañía creció para dar cabida a bandas locales como Roswell, Corrin, Piebald y Converge, y, después de que Turner se graduara del colegio en 1999, se convirtió en su principal ocupación. En 2011, Hydra Head cambió su ubicación de Los Ángeles, California hacia su lugar de origen en Boston, Massachusetts.[cita requerida]
Algunas bandas firmadas con el sello son Cave In, Xasthur, Kayo Dot, Boris y Jesu. Entre la discografía lanzada por el Hydra Head se incluyen trabajos de las bandas Botch, Khanate y Harkonen, quienes firmaron con el sello antes de sus respectivas separaciones.
El 11 de septiembre de 2012, Turner anuncia la "inminente desaparición de Hydra Head Records", afirmando que Hydra Head daría primeros pasos para el cierre "este diciembre, al momento en que el sello de a poco dejaría de realizar nuevos lanzamientos y contratos." El sello continuaría operando, manteniendo su catálogo anterior para poder pagar "algunas deudas considerables." El último lanzamiento de material nuevo realizado por la disquera sería Worship is the Cleansing of the Imagination, un álbum split de las bandas JK Flesh y Prurient.
En 2017, Hydra Head lanzó el álbumThin Black Duke de la banda Oxbow, un álbum de larga germinación afirmó el regreso de Hydra Head no habiendo otro sello que pudiera lanzarlo. Sobre este material, Turner mostró apertura a lanzar más álbumes manteniendo una base de "uno a uno" 

## Catálogo actual
| - 27 - Agoraphobic Nosebleed - The Austerity Program - Big Business - Black Face - Boris - Cable - Cave In - Cavity - Craww - Dälek - Daughters - Discordance Axis - Drawing Voices - Everlovely Lightningheart - Greymachine - Gridlink - Harkonen - Harvey Milk - Helms Alee - Heresi | - Jesu - Kayo Dot - Keelhaul - Khanate - Khlyst - Knut - Logh - Lotus Eaters - Lustmord - Mamiffer - Merzbow - Nihill - The Octave Museum - Oxbow - Pet Genius - Phantomsmasher - Pyramids - These Arms Are Snakes - Torche - Xasthur - Zozobra |

### Tortuga
- The Gersch
- Old Man Gloom
- Scissorfight
- 5ive
- Tusk

## Artistas pasados
| - Age of Reason - Barbaro - Botch - Boxer Rebellion - Buzzov*en - Cattlepress - Coalesce - Converge - Corrin - Cult of Luna - The Dillinger Escape Plan - Drowningman - Isis - Jesuit - Kid Kilowatt - Mare | - Miltown - Neurosis - Pelican - Piebald - Roswell - Seven Day Curse - Six Going on Seven - SOHNS - Soilent Green - Sunn O))) - The Hollomen - The Never Never - Today Is the Day - Unionsuit - Vent |